# Ананикян, Армен Мнацаканович
Армен Мнацаканович Ананикян (род. 3 января 1973, Москва, СССР) — российский кинопродюсер, режиссёр кинокомпании Fresh Film.

## Продюсерская деятельность
В партнёрстве с Михаилом Галустяном основал кинокомпанию Fresh Film (до реорганизации носила название NG Production).
Продюсерская деятельность ориентирована как на создание жанровых кассовых фильмов, так и на создание более авторских кинокартин. Фильмы, спродюсированные Арменом Ананикяном, принимали участие в таких фестивалях, как Международный фестиваль независимого кино в Ольденбурге, Московский международный кинофестиваль, «Окно в Европу» (Выборг), «Хрустальный источникъ» (Ессентуки), «Утро Родины» (Южно-Сахалинск) и другие.
Помимо этого созданные при участии Армена Ананикяна фильмы регулярно входят в программы смотров российского кино за границей, таких как Flash Film Festival, «Спутник над Польшей», «Свидание с Россией. Свидание с Москвой» и др.
В марте 2021 года кинокомпания Fresh Film вошла в состав Ассоциации продюсеров кино и телевидения (АПКиТ), и на церемонии вручения премии АПКиТ в 2021 году Армен Ананикян был одним из членов жюри.

## Режиссёрский опыт
В 2015 году выпускает в прокат в качестве режиссёра (в соавторстве с Виталием Рейнгеверцем) комедийный фильм «Одной левой». Для певицы Полины Гагариной роль Софи стала дебютом в художественном кино. Для Дмитрия Нагиева роль скульптора Макса тоже стала знаковой — в его карьере это первая главная роль в полнометражном фильме за последние 20 лет.

## Факты о фильмах
Кинокартина «Непрощённый», рассказывающая о катастрофе самолёта над Боденским озером в 2002 году и последовавших за ней событиях, была выбрана в качестве фильма открытия Международного фестиваля независимого кино в Ольденбурге. Впервые в истории фестиваля фильмом открытия стала зарубежная кинолента. «Непрощённый» был фильмом открытия Российских программ 40-го Московского международного кинофестиваля. На кинофестивале «Хрустальный источникъ» в городе Ессентуки кинокартина «Непрощённый» завоевала сразу три награды — награду за лучшую мужскую роль (её получил Дмитрий Нагиев), а также Приз прессы и Приз зрительских симпатий. На фестивале «Окно в Европу» «Непрощённый» был выбран в качестве фильма закрытия фестиваля. В мае 2018 года фильм был представлен зарубежным прокатчикам в рамках каннского кинорынка Marché du Film. Помимо прочего, «Непрощённый» стал самым кассовым фильмом в портфеле продюсера и занял 11-ю строчку в рейтинге самых кассовых релизов 2018 года, сумев заработать в прокате более 400 млн рублей. При этом в первый уикенд проката «Непрощённый» по объёму кассовых сборов занял первое место.
Фантастический боевик «Кома» вызвал большой интерес у международных прокатчиков, и до пандемии коронавируса успел выйти в прокат в Германии и Австрии, где собрал лестные отзывы от кинокритиков. Кроме того, фильмом заинтересовались по ту сторону океана — американский продюсер Майк Габрэви, причастный к созданию фильмов «Отель Мумбаи: Противостояние», «Тройная угроза» и «Джунгли», поставил вопрос о приобретении прав на ремейк «Комы».
Мелодрама «Любовь в городе ангелов» была снята за рекордно низкую сумму в 100 000 $ и смогла окупиться в прокате почти пять раз.
Фильм «Гудбай, Америка» был показан в рамках российских программ ММКФ, а также стал фильмом закрытия фестиваля «Утро Родины» в городе Южно-Сахалинске.
В данный момент Армен Ананикян работает над выпуском в широкий прокат семейного фильма под названием «Артек: Большое путешествие».

## Flash Film Festival
Является организатором Flash Film Festival — Недели российского кино в Чехии. Фестиваль проводится с 2016 года и знакомит чешского зрителя с новинками российского кино. В 2019 году в рамках фестиваля прошла мировая премьера фантастического боевика «Кома», а звёздными гостями фестиваля стали актрисы Светлана Немоляева, Ангелина Стречина, Алена Михайлова, Янина Студилина, Лукерья Ильяшенко; актёры Алексей Чадов, Риналь Мухаметов, Ян Цапник; режиссёры Сарик Адреасян, Владимир Хотиненко, Егор Баранов и другие.

## Семья
Супруга — Юлия Ананикян. У пары четверо детей — Эстелла (2003), Арман (2007), Майкл (2013) и Леон (2017).

## Фильмография
2012 — Билет на Vegas
2014 — Подарок с характером
2015 — Одной левой
2016 — Всё о мужчинах
2017 — Любовь в городе ангелов
2018 — Непрощённый
2018 — Женщины против мужчин: Крымские каникулы
2018 — Фото на память
2018 — Счастья! Здоровья!
2019 — Робо
2020 — Гудбай, Америка
2020 — Кома
2021 — Артек. Большое путешествие
2022 — Папы